# Lucrecia Martel
Pour les articles homonymes, voir Martel.
Lucrecia Martel, née le 14 décembre 1966 à Salta, est une réalisatrice, scénariste et productrice argentine.

## Biographie

### Formation
Née en 1966 à Salta, dans le nord de l'Argentine, Lucrecia Martel étudie d'abord la communication à l'université de Buenos Aires, puis le cinéma à l'École nationale d'expérimentation et de réalisation cinématographique à Salta.

### Passage à la réalisation
Elle écrit ensuite et réalise plusieurs courts métrages, dont Rey Muerto (Le Roi mort), en 1995, prix du meilleur scénario au festival de La Havane,.
Son premier long métrage, La ciénaga, est bien accueilli et reçoit de nombreux prix internationaux, notamment au festival de Sundance 1999 (prix du scénario, qui lui permet de financer en partie ce film), festival de Berlin 2001, festival de La Havane 2001 et des Condors 2002 (équivalent des Césars, en Argentine),. Lucrecia Martel apparaît rapidement comme appartenant à une génération de cinéastes qui renouvellent la production argentine,.
La niña santa (La Sainte Fille), son deuxième long métrage, est sélectionné en compétition au festival de Cannes, en 2004, ainsi que La Femme sans tête, en 2008. Les scénarios reposent souvent sur des non-dits. Elle crée des atmosphères qui peuvent être tout autant oppressantes, étouffantes, ou d'un humour subtil, sur des thèmes tels que l'incommunicabilité, la religion, l'éveil sexuel, etc. Ses trois premiers films évoquent souvent sa région d'origine et constituent une trilogie.
La réalisatrice travaille également pour la télévision argentine.
Elle s'engage par ailleurs pour la légalisation de l'IVG en Argentine, travaille sur un film de science-fiction, finalement abandonné, et sur un documentaire concernant l'assassinat d'un leader indigène.
Elle sort un nouveau long métrage de fiction en 2017, Zama. Ce film, adapté du roman éponyme de l’écrivain argentin Antonio Di Benedetto, raconte l'histoire au XVIIIe siècle d'un fonctionnaire de la justice espagnole, isolé dans une lointaine colonie d’Amérique latine. Malmené dans diverses situations, ce juge est finalement écarté de son magistère et finit par intégrer une troupe de mercenaires lancés aux trousses d'un bandit. Le film est bien accueilli par la critique internationale et reçoit plusieurs Premios Cóndor de Plata (récompenses cinématographiques, en Argentine).

### Festivals
Figure du cinéma argentin, elle participe à plusieurs reprises à des jurys de festival, par exemple lors de la Berlinale 2002, lors du festival de Cannes 2006, lors de la Mostra de Venise 2008 ou encore celle de 2019 (elle y préside le jury international).

## Filmographie

### Longs métrages
- 2001 : La ciénaga
- 2003 : La Sainte Fille (La niña santa)
- 2008 : La Femme sans tête (La mujer sin cabeza )
- 2017 : Zama

### Courts métrages
- 1988 : El 56
- 1989 : Piso 24
- 1991 : Besos rojos
- 1995 : Rey Muerto (es)
- 2006 : La ciudad que huye
- 2010 : Nueva Argirópolis
- 2010 : Pescados
- 2011 : Muta

## Distinctions

### Récompenses
- Festival du film de La Havane 1995 : Coral du meilleur court métrage pour Rey muerto
- Festival du film de Sundance 1999 : Prix NHK pour La ciénaga
- Berlinale 2001 : Prix Alfred-Bauer pour La ciénaga
- Festival international du film d'Uruguay 2001 : Mention spéciale du Prix du premier film pour La ciénaga
- Festival Cinélatino, Rencontres de Toulouse 2001 : Grand Prix et Prix découverte de la critique française de cinéma pour La ciénaga
- Festival du film de La Havane 2001 : Grand Coral, Prix de la mise en scène, Prix Fipresci pour La ciénaga
- Association des critiques de cinéma argentins 2002 : Condor d'Argent du meilleur premier film pour La ciénaga
- Festival international du film de São Paulo 2004 : Mention spéciale du Prix de la Critique pour La Niña santa
- Festival international du film de Rio de Janeiro 2008 : Prix Fipresci pour La Femme sans tête
- Prix Sud 2009 du meilleur film et réalisateur argentin de l'année pour La Femme sans tête
- Festival international du film de Rotterdam 2013 : Prix du fond de développement Vue sur le Monde Nouveaux genres pour Zama
- Festival du film de La Havane 2017 : Prix Fipresci pour Zama
- Festival du film européen de Séville 2017 : Prix spécial du jury pour Zama
- Festival international du film de Rotterdam 2018 : Prix KNF pour Zama
- Cóndor de Plata 2018 : Meilleure réalisatrice pour Zama[9]
- Association des critiques de cinéma argentins 2018 : Condor d'Argent du meilleur film, de la meilleure réalisation, de la meilleure adaptation pour Zama
- Festival international du film de Locarno 2020 : Prix des Films d'après-demain pour Chocobar

### Nominations et sélections
- Berlinale 2001 : Compétition officielle pour l'Ours d'or pour La ciénaga
- Festival de Chicago 2001 : Compétition officielle pour le Hugo d'or pour La ciénaga
- Festival de Cannes 2004 : Compétition Officielle pour la Palme d'or pour La Niña santa
- Festival de Cannes 2008 : Compétition Officielle pour la Palme d'or pour La Femme sans tête